# اللوازم الثمانية
الأشياء الثمانية (Chinese) هي السياسة التي يضعها الأمين العام شي جين بينغ الإدارة بشأن دور الحزب الشيوعي في الصين في المجتمع الصيني. والتي تبدا بكلمة يجب (Musts).

## السياسة
الأشياء الثمانية هي: 
1. يجب أن نستمر في الدور المهيمن للشعب ؛ باللغة الصينية: 必须 坚持 人民 主体 地位 ؛ Bìxū jiānchí rénmín zhǔtǐ dìwèi
2. يجب أن نثابر على تحرير وتطوير قوى الإنتاج الاجتماعي . باللغة الصينية: 必须 坚持 解放 和 发展 社会 生产力 ؛ Bìxū Jiānchí jiěfàng hé Fāzhǎn shèhuì shēngchǎnlì
3. يجب أن نثابر على دفع الإصلاح والانفتاح إلى الأمام. باللغة الصينية: 必须 坚持 推进 改革 开放 ؛ Bìxū jiānchí tuījìn gǎigékāifàng
4. يجب أن نستمر في الحفاظ على العدالة والعدالة الاجتماعية ؛ باللغة الصينية: 必须 坚持 维护 社会 公平 正义 ؛ Bxū Jiānchí wéihù shèhuì gōngpíng zhèngyì
5. يجب أن نثابر على السير في طريق الرفاهية معًا ؛ باللغة الصينية: 必须 坚持 走 共同 富裕 道路 ؛ Bìxū jiānchí zǒu gòngtóng fùyù dàolù
6. يجب أن نستمر في تحفيز الانسجام الاجتماعي ؛ باللغة الصينية: 必须 坚持 促进 社会 和谐 ؛ Bìxū jiānchí cùjìn shèhuì héxié
7. يجب أن نستمر في التنمية السلمية ؛ باللغة الصينية: 必须 坚持 和平 发展 ؛ Bìxū jiānchí hépíng fāzhǎn
8. يجب أن نثابر على قيادة الحزب. باللغة الصينية: 必须 坚持 党 的 领导 ؛ Bìxū jiānchí dǎng de lǐngdǎo [3]